# Amilcare Paulucci delle Roncole
Pour les articles homonymes, voir Paulucci.
Amilcare Paulucci delle Roncole, né à Modène en 1773 et mort à Padoue le 17 mars 1845, est un amiral italien des guerres de la Révolution et de l'Empire.

## Biographie
Entre 1787 et 1799, il servit dans la marine napolitaine où il obtint le grade de capitaine de frégate. En 1805, il devint inspecteur général de la Marine militaire du royaume d'Italie, ayant pour roi Napoléon. En 1806, il prit le commandement de la flotte de guerre italienne à Venise. Il se distingua dans des campagnes contre la piraterie en Méditerranée et contre les Britanniques ; en mai 1808, lors de la campagne de l'Adriatique, il fut grièvement blessé et tombe entre les mains de l'ennemi. Il resta prisonnier de guerre quatre ans à Malte jusqu'en 1812. 
En 1814, avec la fin du royaume d'Italie, il rejoignit l'armée autrichienne et servit comme brigadier en Bohême de 1815 à 1818.
En 1818, il reçut un poste au conseil aulique de guerre (Hofkriegsrat) et conduisit l'année suivante une tournée d'inspection de la marine austro-venète aboutissant à une réforme de l'arsenal de Venise et du système de formation.
Il poursuit sa carrière en devenant enfin commandant en chef, un poste où il se maintient pendant vingt ans, de 1824 à 1844. À ce titre, il s'est engagé à améliorer la formation des équipages et s'est efficacement appliqué à la réorganisation de l'arsenal de Venise. Très apprécié, il a été promu premier vice-Amiral puis amiral, avant d'être finalement mis à la retraite pour des raisons politiques. Le gouvernement de Vienne lui attribue en effet un certain laxisme et de ne pas avoir lutté contre l'infiltration du carbonarisme et du mouvement Jeune Italie dans les rangs des équipages et des officiers. 
À l'occasion de la démolition de la coque du Bucentaure, navire d'apparat des doges de la Sérénissime, en 1824, Paulucci de Roncole demanda à l'ingénieur Giovanni Casoni d'exécuter une reconstitution à l'échelle 1/10° du navire, à partir d'estampes et de peintures. Ce modèle, conservé au musée de l'histoire navale de Venise, reproduit avec la plus grande fidélité le dernier Bucentaure.